# يويا ياغيرا
يويا ياغيرا (柳 楽 優 弥 ، Yagira Yūya ، ولد في 26 مارس 1990) ممثل ياباني أصبح أصغر فائز بجائزة أفضل ممثل في تاريخ مهرجان كان السينمائي في عام 2004،عن دور أكيرا البالغ من العمر 12 عامًا في فيلم "لا أحد يعلم"، من إخراج هيروكازو كوريدا . يستند فيلم إلى قضية التخلي عن أطفال سوغامو التي وقعت في اليابان في عام 1988 ، الفيلم قدم رؤية أقل قاتمة بشكل عام للأحداث الفعلية ، ومتخيلة غير مطابقة لبعض الاحداث ، على الرغم من لا يضل مؤلمً للغاية.

## نشأته
كان ياغيرا يبلغ 12 عامًا من العمر ولم يكن محترفاً للتمثيل ، عندما بدأ التصوير في فيلم لا أحد يعلم في عام 2002. ثم انتقل على الفور إلى المشاريع التلفزيونية والأفلام الأخرى. منها بطولة سكر وتوابل عام 2006 ، شارك في بطولة مشتركة مع الممثلة إريكو ساتو في فيلم الكل للبحر الذي تم إصداره في عام 2010، وشارك في البطولة فيلم تحت سماء ناغازاكي ، الذي صدر في عام 2013.

## حياته الشخصية
في 15 يناير 2010 ، تزوج يويا ياغيرا من شخصية تلفزيونية ومثلة إيلي تويوتا في ضريح ميجي بطوكيو ، وقد سجلوا زواجهما في 14 يناير 2010. وأنجبت طفلتها الأول في أكتوبر 2010.

## روابط خارجية
- يويا ياغيرا على موقع IMDb (الإنجليزية)
- يويا ياغيرا على موقع ألو سيني (الفرنسية)
- يويا ياغيرا على موقع أول موفي (الإنجليزية)
- يويا ياغيرا على موقع قاعدة بيانات الأفلام السويدية (السويدية)
- يويا ياغيرا على موقع قاعدة بيانات الفيلم (الإنجليزية)
- يويا ياغيرا على موقع كينوبويسك (الروسية)